# Football League Cup 1999-2000
La Football League Cup 1999-2000, conosciuta anche con il nome di Worthington Cup per motivi di sponsorizzazione, è stata la 40ª edizione del terzo torneo calcistico più importante del calcio inglese, la 34ª in finale unica. La manifestazione, ebbe inizio il 10 agosto 1999 e si concluse il 27 febbraio 2000 con la finale di Wembley, che fu l'ultima giocata nel vecchio impianto prima della sua demolizione.
Il trofeo fu vinto dal Leicester City, che nell'atto conclusivo si impose con il punteggio di 2-1 sul Tranmere Rovers, club di First Division.

## Formula
La Football League Cup era riservata alle 20 squadre della Premier League e alle 72 della Football League. Il torneo era composto da scontri ad eliminazione diretta, che prevedevano nei primi due turni ed in semifinale due match: regola dei gol in trasferta in caso di parità ed a seguire eventuali tempi supplementari e calci di rigore. Mentre negli altri turni e nella finale unica ed in campo neutro, si giocava una singola gara: se il risultato era un pareggio, si procedeva, dapprima alla disputa dell'"extra time" e se necessario all'esecuzione dei tiri dal dischetto.
|                              | Squadre che entrano in questo turno                                                                             | Squadre qualificate dal turno precedente    |
| ---------------------------- | --- | ------------------------------------------- |
| Primo turno (70 squadre)     | - 24 squadre dalla Third Division - 24 squadre dalla Second Division - 22 squadre dalla First Division          |                                             |
| Secondo turno (50 squadre)   | - 2 squadre dalla First Division - 13 squadre dalla Premier League (non partecipanti alle competizioni europee) | - 35 squadre vincitrici del primo turno     |
| Terzo turno (32 squadre)     | - 7 squadre dalla Premier League (partecipanti alle competizioni europee)                                       | - 25 squadre vincitrici del secondo turno   |
| Quarto turno (16 squadre)    | | - 16 squadre vincitrici del terzo turno     |
| Quarti di finale (8 squadre) | | - 8 squadre vincitrici del quarto turno     |
| Semifinali (4 squadre)       | | - 4 squadre vincitrici dei quarti di finale |
| Finale (2 squadre)           | | - 2 squadre vincitrici delle semifinali     |

## Primo turno
| Squadra 1         | Totale          | Squadra 2         | Andata | Ritorno        |
| ----------------- | --------------- | ----------------- | ------ | -------------- |
| Birmingham City   | 5 - 2           | Exeter City       | 3 - 0  | 2 - 1          |
| Blackpool         | 3 - 4           | Tranmere          | 2 - 0  | 1 - 3          |
| Bournemouth       | 4 - 3           | Barnet            | 2 - 0  | 2 - 3          |
| Brentford         | 0 - 4           | Ipswich Town      | 0 - 2  | 0 - 2          |
| Brighton          | 0 - 4           | Gillingham        | 0 - 2  | 0 - 2          |
| Bury              | 1 - 2           | Notts County      | 1 - 0  | 0 - 2          |
| Cambridge Utd     | 3 - 4           | Bristol City      | 2 - 2  | 1 - 2          |
| Cardiff City      | 3 - 3 (3-2 dtr) | QPR               | 1 - 2  | 2 - 1 (d.t.s.) |
| Carlisle Utd      | 0 - 6           | Grimsby Town      | 0 - 0  | 0 - 6          |
| Chester City      | 6 - 5           | Port Vale         | 2 - 1  | 4 - 4          |
| Colchester Utd    | 3 - 5           | Crystal Palace    | 2 - 2  | 1 - 3          |
| Darlington        | 4 - 6           | Bolton            | 1 - 1  | 3 - 5          |
| Halifax Town      | 1 - 5           | West Bromwich     | 0 - 0  | 1 - 5          |
| Hartlepool Utd    | 3 - 4           | Crewe Alexandra   | 3 - 3  | 0 - 1          |
| Lincoln City      | 4 - 6           | Barnsley          | 2 - 4  | 2 - 2          |
| Luton Town        | 2 - 4           | Bristol Rovers    | 0 - 2  | 2 - 2          |
| Macclesfield Town | 1 - 4           | Stoke City        | 1 - 1  | 0 - 3          |
| Manchester City   | 6 - 0           | Burnley           | 5 - 0  | 1 - 0          |
| Northampton Town  | 2 - 5           | Fulham            | 1 - 2  | 1 - 3          |
| Norwich City      | 3 - 2           | Cheltenham Town   | 2 - 0  | 1 - 2          |
| Nottingham Forest | 3 - 1           | Mansfield Town    | 3 - 0  | 0 - 1          |
| Preston N.E.      | 3 - 0           | Wrexham           | 1 - 0  | 2 - 0          |
| Reading           | 2 - 1           | Peterborough Utd  | 0 - 0  | 2 - 1          |
| Rochdale          | 2 - 4           | Chesterfield      | 1 - 2  | 1 - 2          |
| Rotherham Utd     | 0 - 3           | Hull City         | 0 - 1  | 0 - 2          |
| Scunthorpe Utd    | 0 - 2           | Huddersfield Town | 0 - 2  | 0 - 0          |
| Sheffield Utd     | 6 - 0           | Shrewsbury Town   | 3 - 0  | 3 - 0          |
| Southend Utd      | 0 - 3           | Oxford Utd        | 0 - 2  | 0 - 1          |
| Stockport County  | 3 - 1           | Oldham Athletic   | 2 - 0  | 1 - 1          |
| Swansea City      | 3 - 1           | Millwall          | 2 - 0  | 1 - 1          |
| Swindon Town      | 1 - 2           | Leyton Orient     | 0 - 1  | 1 - 1          |
| Torquay Utd       | 0 - 3           | Portsmouth        | 0 - 0  | 0 - 3          |
| Walsall           | 8 - 2           | Plymouth          | 4 - 1  | 4 - 1          |
| Wycombe           | 4 - 3           | Wolverhampton     | 0 - 1  | 4 - 2          |
| York City         | 1 - 3           | Wigan             | 0 - 1  | 1 - 2          |

## Secondo turno
Le gare di andata si sono disputate tra il 14 ed il 15 settembre 1999, quelle di ritorno tra il 21 ed il 22 settembre 1999.
| Squadra 1         | Totale          | Squadra 2        | Andata | Ritorno        |
| ----------------- | --------------- | ---------------- | ------ | -------------- |
| Barnsley          | 4 - 4 (gfc)     | Stockport County | 1 - 1  | 3 - 3          |
| Birmingham City   | 3 - 0           | Bristol Rovers   | 2 - 0  | 1 - 0          |
| Bradford City     | 3 - 3 (gfc)     | Reading          | 1 - 1  | 2 - 2          |
| Cardiff City      | 2 - 4           | Wimbledon FC     | 1 - 1  | 1 - 3          |
| Charlton          | 0 - 0 (1-3 dtr) | Bournemouth      | 0 - 0  | 0 - 0 (d.t.s.) |
| Chester City      | 0 - 6           | Aston Villa      | 0 - 1  | 0 - 5          |
| Chesterfield      | 1 - 2           | Middlesbrough    | 0 - 0  | 1 - 2          |
| Crewe Alexandra   | 3 - 2           | Ipswich Town     | 2 - 1  | 1 - 1          |
| Crystal Palace    | 5 - 7           | Leicester City   | 3 - 3  | 2 - 4          |
| Gillingham        | 1 - 6           | Bolton           | 1 - 4  | 0 - 2          |
| Grimsby Town      | 4 - 2           | Leyton Orient    | 4 - 1  | 0 - 1          |
| Huddersfield Town | 4 - 3           | Notts County     | 2 - 1  | 2 - 2          |
| Hull City         | 3 - 9           | Liverpool        | 1 - 5  | 2 - 4          |
| Manchester City   | 3 - 4           | Southampton      | 0 - 0  | 3 - 4          |
| Nottingham Forest | 2 - 1           | Bristol City     | 2 - 1  | 0 - 0          |
| Norwich City      | 0 - 6           | Fulham           | 0 - 4  | 0 - 2          |
| Oxford Utd        | 2 - 1           | Everton          | 1 - 1  | 1 - 0          |
| Portsmouth        | 1 - 6           | Blackburn        | 0 - 3  | 1 - 3          |
| Sheffield Utd     | 2 - 3           | Preston N.E.     | 2 - 0  | 0 - 3          |
| Stoke City        | 1 - 3           | Sheffield Weds   | 0 - 0  | 1 - 3          |
| Sunderland        | 8 - 2           | Walsall          | 3 - 2  | 5 - 0          |
| Swansea City      | 1 - 3           | Derby County     | 0 - 0  | 1 - 3          |
| Tranmere          | 6 - 4           | Coventry City    | 5 - 1  | 1 - 3          |
| Watford           | 3 - 3 (gfc)     | Wigan            | 2 - 0  | 1 - 3          |
| West Bromwich     | 5 - 4           | Wycombe          | 1 - 1  | 4 - 3          |

## Terzo turno
| Squadra 1       | Risultato | Squadra 2         |
| --------------- | --------- | ----------------- |
| 12 ottobre 1999 |           |                   |
| Arsenal         | 2 - 1     | Preston N.E.      |
| Birmingham City | 2 - 0     | Newcastle Utd     |
| Bradford City   | 2 - 3     | Barnsley          |
| Tranmere        | 2 - 0     | Oxford Utd        |
| West Bromwich   | 1 - 2     | Fulham            |
| Wimbledon FC    | 3 - 2     | Sunderland        |
| 13 ottobre 1999 |           |                   |
| Aston Villa     | 3 - 0     | Manchester Utd    |
| Chelsea         | 0 - 1     | Huddersfield Town |
| Derby County    | 1 - 2     | Bolton            |
| Leeds Utd       | 1 - 0     | Blackburn         |
| Leicester City  | 2 - 0     | Grimsby Town      |
| Middlesbrough   | 1 - 0     | Watford           |
| Sheffield Weds  | 4 - 1     | Nottingham Forest |
| Southampton     | 2 - 1     | Liverpool         |
| Tottenham       | 3 - 1     | Crewe Alexandra   |
| West Ham Utd    | 2 - 0     | Bournemouth       |

## Quarto turno
| Squadra 1         | Risultato       | Squadra 2      |
| ----------------- | --------------- | -------------- |
| 30 novembre 1999  |                 |                |
| Birmingham City   | 2 - 3           | West Ham Utd   |
| Bolton            | 1 - 0           | Sheffield Weds |
| Huddersfield Town | 1 - 2 (d.t.s.)  | Wimbledon FC   |
| Middlesbrough     | 2 - 2 (3-1 dtr) | Arsenal        |
| Tranmere          | 4 - 0           | Barnsley       |
| 1 dicembre 1999   |                 |                |
| Aston Villa       | 4 - 0           | Southampton    |
| Fulham            | 3 - 1           | Tottenham      |
| Leicester City    | 0 - 0 (4-2 dtr) | Leeds Utd      |

## Quarti di finale
| Squadra 1        | Risultato       | Squadra 2     |
| ---------------- | --------------- | ------------- |
| 14 dicembre 1999 |                 |               |
| Bolton           | 2 - 1           | Wimbledon FC  |
| Tranmere         | 2 - 1           | Middlesbrough |
| 11 gennaio 2000  |                 |               |
| West Ham Utd     | 1 - 3 (d.t.s.)  | Aston Villa   |
| 12 gennaio 2000  |                 |               |
| Leicester City   | 3 - 3 (3-0 dtr) | Fulham        |

## Semifinali
| Squadra 1   | Totale | Squadra 2      | Andata          | Ritorno         |
| ----------- | ------ | -------------- | --------------- | --------------- |
|             |        |                | 12 gennaio 2000 | 26 gennaio 2000 |
| Bolton      | 0 - 4  | Tranmere       | 0 - 1           | 0 - 3           |
|             |        |                | 25 gennaio 2000 | 2 febbraio 2000 |
| Aston Villa | 0 - 1  | Leicester City | 0 - 0           | 0 - 1           |

## Finale
| Arbitro: | Alan Wilkie |

|                  |           |           |
| Elliott 29’, 81’ | Marcatori | 77’ Kelly |

| Leicester City | Tranmere Rovers |

| LEICESTER CITY  |    |                     |             |     |
|                 |    |                     |             |     |
| P               | 1  | Tim Flowers         |             |     |
| D               | 3  | Frank Sinclair      |             |     |
| D               | 18 | Matt Elliott (C)    |             |     |
| D               | 4  | Gerry Taggart       |             |     |
| C               | 11 | Steve Guppy         |             |     |
| C               | 6  | Muzzy İzzet         |             |     |
| C               | 14 | Robbie Savage       | Ammonizione |     |
| C               | 7  | Neil Lennon         |             |     |
| C               | 29 | Stefan Oakes        |             | 77’ |
| A               | 9  | Emile Heskey        |             |     |
| A               | 27 | Tony Cottee         |             | 89’ |
| A disposizione: |    |                     |             |     |
| P               | 22 | Pegguy Arphexad     |             |     |
| D               | 15 | Phil Gilchrist      |             |     |
| C               | 37 | Theodōros Zagorakīs |             |     |
| C               | 24 | Andy Impey          |             | 77’ |
| A               | 20 | Ian Marshall        |             | 89’ |
| Manager:        |    |                     |             |     |
| Martin O'Neill  |    |                     |             |     |

| TRANMERE ROVERS |    |                    |             |     |
|                 |    |                    |             |     |
| P               | 13 | Joe Murphy         |             |     |
| D               | 30 | Reuben Hazell      |             |     |
| D               | 5  | Dave Challinor (C) | Ammonizione |     |
| D               | 6  | Clint Hill         |             |     |
| D               | 33 | Gareth Roberts     |             |     |
| C               | 14 | Andy Parkinson     |             | 66’ |
| C               | 15 | Gary Jones         |             |     |
| C               | 11 | Nick Henry         |             |     |
| C               | 7  | Alan Mahon         |             |     |
| A               | 9  | David Kelly        |             |     |
| A               | 10 | Scott Taylor       |             |     |
| A disposizione: |    |                    |             |     |
| P               | 1  | John Achterberg    |             |     |
| D               | 31 | Steve Yates        |             | 66’ |
| D               | 3  | Andy Thompson      |             |     |
| A               | 16 | Alan Morgan        |             |     |
| A               | 29 | Michael Black      |             |     |
| Manager:        |    |                    |             |     |
| John Aldridge   |    |                    |             |     |